# Kalvarienberg (Wejherowo)

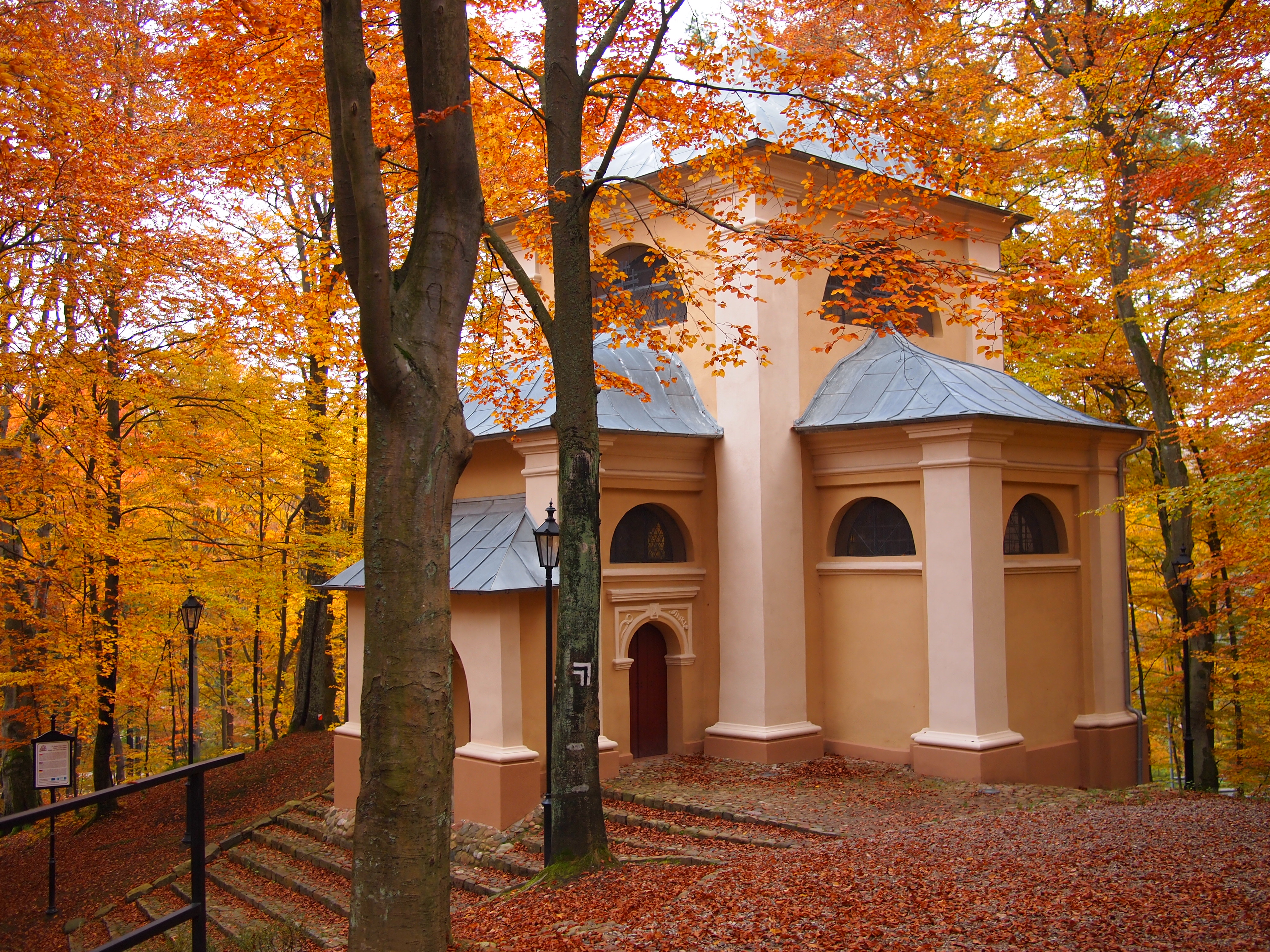
Kapelle am Weg

Der Kaschubische Kalvarienberg (Kalwaria Wejherowska) in der nordpolnischen Stadt Wejherowo ist ein Kalvarienberg in der Kaschubei und ein Ensemble manieristischer Bauwerke, ein Landschaftspark und Wallfahrtsstätte.

## Geschichte
Den Kalvarienberg stiftete der Woiwode von Marienburg Jakob von Weiher. Er wurde in den Jahren 1649–1655 im Stil des Frühbarock an den Hängen des Ölbergs, des Zionbergs und des Kalvarienbergs angelegt. Er wird von den Franziskanern am Sankt-Anna-Kloster in Wejherowo betreut.